# So Izumi
So Izumi（そう いずみ、SO-イズミ、1961年 - ）は、彫刻家、造形作家。

## 概略
1961年、北海道生まれ。本名は和泉聡志（いずみ さとし）。1985年、玉川大学文学部彫刻科卒業。1986年、玉川大学美術専攻科修了。
イタリア共和国トスカーナ州マッサ＝カッラーラ県カッラーラの主産業である大理石に魅了されイタリア・カッラーラへ移住する。1992年、カッラーラ美術アカデミー（Accademia Belle Arti di Carrara、アッカデミア・ベッレ・アルティ・ディ・カッラーラ）を卒業。
イタリアのカッラーラと栃木県那須の2ヶ所にアトリエを構え制作する。日本をはじめイタリア、ベルギー、フランス、ドイツなど国際的に多くの展覧会を開催し、作品を発表する。妻は、織物作家の和泉美奈子。

## 主な受賞
- 1994年 - 第1回フジサンケイビエンナーレ・マケット展 入選（神奈川県箱根町）
- 1998年 - 第3回トリックアートコンペ 入選（福井県三国町・現坂井市）
- 1999年 - 洞爺村国際彫刻ビエンナーレ 入選
- 2001年 - Hualien International Stone Sculptural Festival  入選（花蓮国際石彫刻フェスティバル、台湾花蓮県）
- 2003年 - 第6回石のさとフェスティバル 入選（香川県牟礼町・現高松市）

## 主な作品収蔵先
- カッラーラ市内
- リッチョーネ中央公園
- ヴィチェンツァ市内
- コモ湖近郊
- 奈良県田原本町庁舎
- 北海道洞爺村